# 滕固
滕固（1901年—1941年），字若渠，男，江苏宝山（今属上海）人，中国美术史论家、小说家。著有《中国美术小史》、《唐宋绘画史》等。